# Äquivalente Konizität
Im Eisenbahnwesen bestimmt die äquivalente Konizität des Rad-Schiene-Kontaktes die Laufeigenschaften. Sie ergibt sich aus der Geometrie der Lauffläche der Räder und der Oberfläche des Schienenkopfes. Sie ist definiert als jene Neigung eines auf scharfen Kanten abrollenden kegeligen Radprofils, welche die gleiche Wellenlänge des Sinuslaufes ergäbe, und ist eine Funktion der Amplitude.

## Kegeliges Radprofil – Urprofil

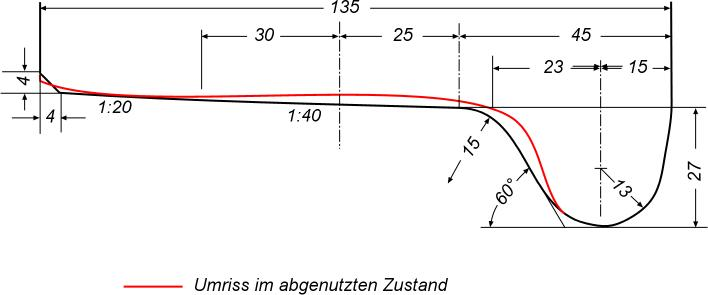
Kegeliges Radprofil Neuzustand/ Verschlissen

Das Urprofil des Eisenbahnrades war ein Kegelstumpf (konusförmiger Verlauf des Profils). Die Konizität dieses Urprofils ist der Tangens des halben Öffnungswinkels des Kegels. Ausgehend von diesem Urprofil haben sich verschiedene Radprofile entwickelt, deren Profil nichtlinear ist. Die Abbildung zeigt das kegelige Urprofil im Neuzustand. Rot eingezeichnet ist die Profilform des kegeligen Profils im abgenutzten Zustand.
Für verschlissene oder nicht kegelig angelegte Profile ist die Rollradiendifferenz eine Funktion der seitlichen Verschiebung des Radsatzes.

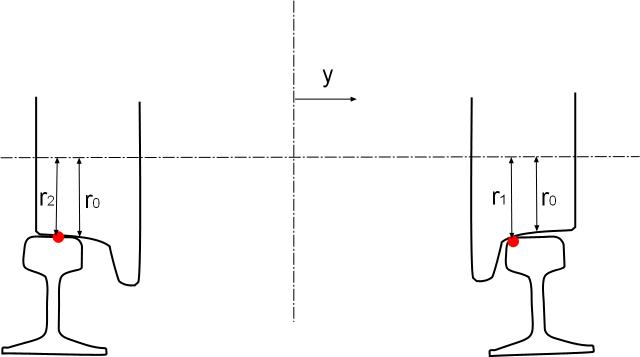
Rollradiendifferenz

Auf Grund der Kegelneigung weist das rechte Rad, das in der Abbildung gerade an der Schiene anläuft, einen größeren Radius auf als das linke Rad, das weiter innen läuft. Die Abbildung zeigt die Querverschiebung {\displaystyle y}, die Rollradien {\displaystyle r_{0}} bei der Querverschiebung Null und die Rollradien {\displaystyle r_{1}} und {\displaystyle r_{2}} bei einer gegebenen Verschiebung {\displaystyle y} sowie die Konusneigung {\displaystyle \tan \gamma }.
Für Räder mit konusförmiger Lauffläche gelten die folgenden Zusammenhänge:
{\displaystyle {r_{1}=r_{0}+y\tan \gamma }}
und
{\displaystyle {r_{2}=r_{0}-y\tan \gamma }}
Dies ergibt die Rollradiendifferenz:
{\displaystyle r_{1}-r_{2}=2y\tan \gamma }
wobei {\displaystyle \tan \gamma } im Neuzustand nach Vorschriften meistens 1:40 oder 1:20 ist.
Rein kegelige Radprofile haben zwar den Vorteil hoher Laufstabilität, aber die folgenden Nachteile:
- die Lauffläche des Rades berührt die Schiene immer an der gleichen Stelle – es ergibt sich ein schmaler Fahrspiegel auf der Schiene

- die schmale Berührfläche führt zu einem hohen Verschleiß des Rades und der Schiene, die Räder müssen daher oft abgedreht werden, weil sich mit Zunahme des Verschleißes auch die Fahreigenschaften erheblich verschlechtern. Die kürzere Lebensdauer der Schienen ist mit hohen Wartungskosten verbunden

## Verschleißprofil

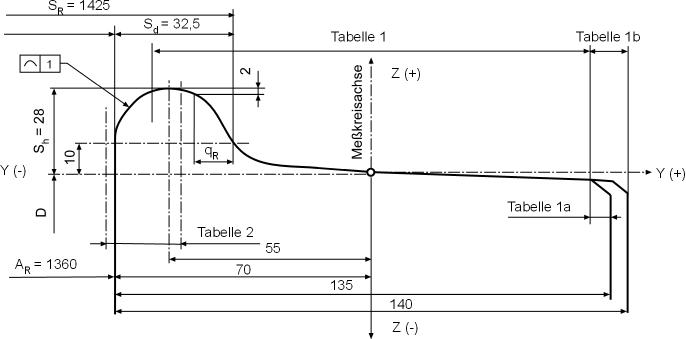
Verschleißprofil ORE 1002

Um die aus dem Verschleiß der kegeligen Radprofile bedingten Nachteile zu vermeiden, wurde nach formstabilen geometrischen Rad-Schiene-Paarungen gesucht, die auch eine ausreichende Laufstabilität aufwiesen. Eines dieser entwickelten Radprofile ist das so genannte UIC-ORE-Einheitsprofil S1002. Die Lauffläche verläuft bei diesem Profil nicht mehr linear, sondern als stetige Kurve, welche in x-y-Koordinaten angegeben wird (siehe nebenstehende Abbildung – die Koordinatentabellen sind hier nicht angegeben).
Das lineare Gesetz für die Konizität wie beim Urprofil gilt nun nicht mehr. Die Rollradiendifferenz {\displaystyle r_{1}-r_{2}} wird zu einer nicht linearen Funktion {\displaystyle f(y)}. Diese Profilarten werden als Verschleißprofile bezeichnet, weil das Profil des Rades im Neuzustand so gestaltet ist wie es sich nach einer hohen Laufleistung einstellt. Man kann dann davon ausgehen, dass das abgenutzte Radprofil einen stabilen Zustand erreicht hat, bei dem es nur noch geringen weiteren Verschleiß aufweist.
Verschleißprofile weisen zwar den Vorteil eines geringen Verschleißes auf, verfügen aber über den folgenden Nachteil:
- ein schlechteres Laufverhalten, welches durch die äquivalente Konizität gekennzeichnet ist (je höher die äquivalente Konizität ist, desto schlechter das Laufverhalten), wobei diese von den folgenden Parametern beeinflusst wird:
  - Spurweite (je enger die Spurweite, umso höher die äquivalente Konizität)
  - Schienenneigung, wobei Schienenneigungen 1:20 (z. B. in Frankreich verwendet) erheblich geringere äquivalente Konizitäten aufweisen als Schienenneigungen 1:40 (die Regelneigung im europäischen Regelspurnetz seit etwa 1950)
  - Schienenprofil
  - Radprofil

Da die Räder eines Radsatzes bei der Eisenbahn in der Regel starr mit der Achswelle verbunden sind, läuft der Radsatz abhängig von der Rollradiendifferenz wellenförmig (Sinuslauf) im Gleis. Läuft das rechte Rad nach rechts, dann vergrößert sich sein wirksamer Laufkreisradius (über die Kegelneigung), das linke Rad läuft dann dagegen auf einem kleineren Laufkreisradius. Weil die Räder des Radsatzes drehsteif miteinander verbunden sind, macht das rechte Rad mehr Weg (über den größeren Umfang) und beginnt zur Mitte zurückzulenken. Dieser Vorgang wiederholt sich im Wechselspiel. Auf diese Art ergibt sich der wellenförmige Sinuslauf des Radsatzes, der im Idealfall nie mit dem Spurkränzen an die Flanken der Schienenköpfe anläuft.

## Klingel’sche Formel
Eine Formel für die Frequenz dieser wellenförmigen Bewegung des freien Radsatzes leitete Baurat Johannes Klingel aus Karlsruhe 1883 her:
{\displaystyle f={\frac {v}{2\pi }}{\sqrt {\frac {2\tan \gamma }{s\,r_{0}}}}}, mit {\displaystyle r_{0}={\frac {r_{1}+r_{2}}{2}}}
Es bedeuten:
{\displaystyle \tan \gamma }  … äquivalente Konizität
{\displaystyle r_{1},r_{2}}    … Rollradien
{\displaystyle r_{0}}         … mittlerer Rollradius
{\displaystyle s}           … Stützweite (in der Regel bei Normalspur 1500 mm)
{\displaystyle f}           … Lauffrequenz
{\displaystyle v}           … Geschwindigkeit
Der obigen Beziehung kann entnommen werden, dass mit steigender äquivalenter Konizität die Lauffrequenz zunimmt, dass also das Fahrzeug mit einer hohen Erregerfrequenz aus dem Sinuslauf des Radsatzes beansprucht wird. Die kritische Geschwindigkeit, bei der das Fahrzeug stabil läuft, sinkt. Für hohe Fahrgeschwindigkeiten muss daher die Berührgeometrie zwischen Rad-Schiene so gewählt werden, dass geringe äquivalente Konizitäten auftreten.
Als Richtwerte gelten:
| {\displaystyle \tan \gamma } | Bauart Drehgestelle | Kritische Geschwindigkeit in km/h |
| ---------------------------- | ------------------- | --------------------------------- |
| 0,2                          | alt                 | 120                               |
| 0,2                          | modern              | 160                               |
| 0,1                          | modern              | 200–250                           |

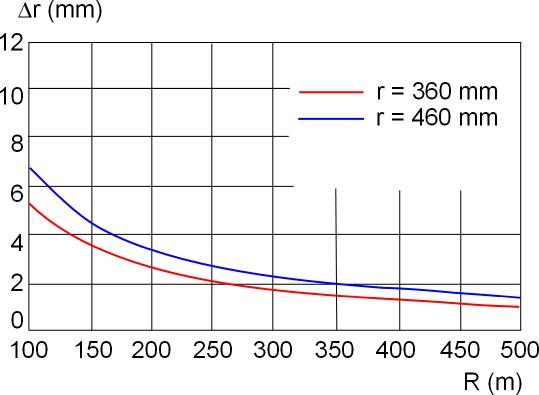
Rollradiendifferenz via Kurvenradius

Beim Laufverhalten muss zwischen der Bogenlauffähigkeit und der Laufgüte in Geraden unterschieden werden.
Für einen stabilen Lauf im Bogen sind Radprofile zu wählen, die auf den vorhandenen Schienenprofilen eine möglichst große Rollradiendifferenz aufweisen. Damit kann das Fahrzeug auf dem bogenäußeren Rad auf dem großen Rollradius und auf dem inneren Rad auf dem kleinen Rollradius möglichst schlupf- und schwingungsfrei durchlaufen. Im Bogenlauf ist also eine große äquivalente Konizität von Vorteil. Die beiden rechts dargestellten Kurven gelten für unterschiedliche Radhalbmesser {\displaystyle r}.
Für den stabilen Lauf in der Geraden aber sollte die Frequenz des Sinuslaufs der Radsätze möglichst klein sein – was eine möglichst geringe äquivalente Konizität erfordert.

## Beeinflussende Parameter

### Schienenneigung

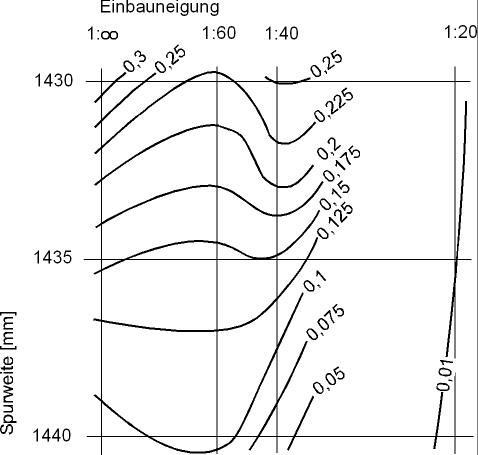
Abhängigkeit der äquivalenten Konizität von der Schieneneinbauneigung

In den verschiedenen Ländern werden unterschiedliche Schienenneigungen ausgeführt. Das heißt, die Schiene wird auf den Schwellen so montiert, dass sie nach innen geneigt ist. Am weitesten verbreitet sind die Neigungen 1:40 und 1:20, vereinzelt wird aber auch die Schienenneigung 1:30 eingesetzt.
Wie dem nebenstehenden Bild entnommen werden kann, ergeben sich bei einer Schienenneigung von 1:20 besonders niedrige und vor allen Dingen von der Spurweite weitgehend unabhängige Konizitäten. Diese Schienenneigung wird daher vor allem auf Schnellfahrstrecken (z. B. in Frankreich auf den LGV-Linien) angewendet. Der Nachteil der Schienenneigung von 1:20 ist eine ungünstigere Berührungsgeometrie Rad-Schiene, weshalb die Räder auf Grund des erhöhten Verschleißes öfter nachgedreht werden müssen. Damit die Fahrzeuge im Hochgeschwindigkeitsverkehr (v ≥ 250 km/h) für die hohen Fahrgeschwindigkeiten geeignet sind, werden i. d. R. die Radsätze steif gekoppelt und Schlingerdämpfer aufgebaut.

### Radprofil
Wie bereits oben ausgeführt, hat das Radprofil natürlich entscheidenden Einfluss auf das Laufverhalten des Eisenbahnfahrzeuges. Damit die Instandhaltungskosten der Radsätze gering gehalten werden können, werden Verschleißprofile eingesetzt. Diese weisen zwar eine höhere Laufleistung auf, ehe sie nachprofiliert werden müssen, aber diesen Vorteil erkauft man sich um den Preis eines schlechteren Laufverhaltens, gekennzeichnet durch eine hohe äquivalente Konizität.
Bei der DB AG wird z. B. ein Radprofil eingesetzt, welches dem UIC-ORE S1002 Verschleißprofil entspricht. Dieses weist im Neuzustand mit dem Schienenprofil UIC60, mit 1435 mm Nennspurweite und einer Schienenneigung 1:40 eine äquivalente Konizität von 0,17 auf. Diese Paarung erfüllt die hohen Anforderungen an die Laufqualität bei Geschwindigkeiten über 250 km/h nicht mehr. Eine Lösung dieses Problems liegt in der speziellen Gestaltung des verwendeten Schienenprofils.

### Schienenprofil
Einer der Partner der Rad-Schiene-Paarung ist die Schiene. Auf die sich einstellende äquivalente Konizität hat also auch das Schienenprofil entscheidenden Einfluss. Bei der DB AG wurde daher Ende der 90er Jahre insbesondere im Hinblick auf den Neubau der Schnellfahrstrecke Köln–Rhein/Main mit einer vorgesehenen Betriebsgeschwindigkeit von 300 km/h das Schienenprofil weiterentwickelt. Das Ergebnis dieser Bemühungen war das Schienenprofil 60E2, das seit dem Jahre 2000 das Standardschienenprofil der DB AG ist. Es kann auch im Betrieb leicht durch profilierendes Schleifen hergestellt werden.

### Spurweite

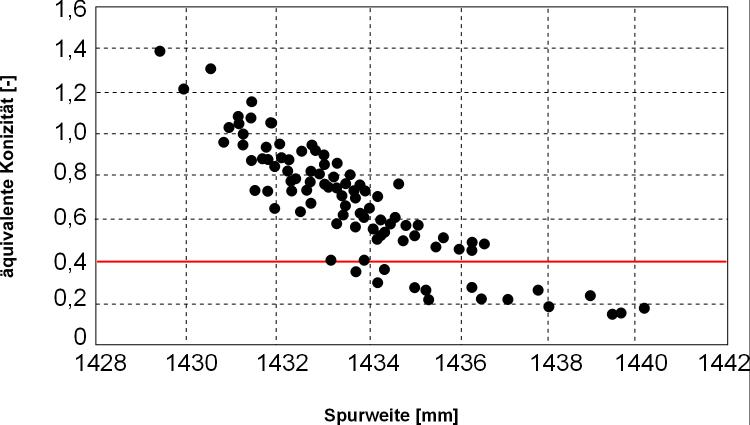
Äquivalente Konizität abhängig von der Spurweite

Einen erheblichen Einfluss auf die äquivalente Konizität hat die Spurweite – insbesondere Spurverengungen unter 1432 mm wirken sich auf die äquivalente Konizität stark erhöhend aus. Spurverengungen müssen daher behoben werden. Diese können durch entsprechendes profilierendes Schleifen der Schienen behoben werden. Eine andere Möglichkeit ist die Anpassung der Schienenbefestigung. In jedem Falle sind die Kosten für diese Wartungsarbeiten hoch. Die nebenstehende Abbildung zeigt den progressiven Anstieg der äquivalenten Konizität bei Spurverengungen.

## Kritische Geschwindigkeit von Eisenbahnfahrzeugen

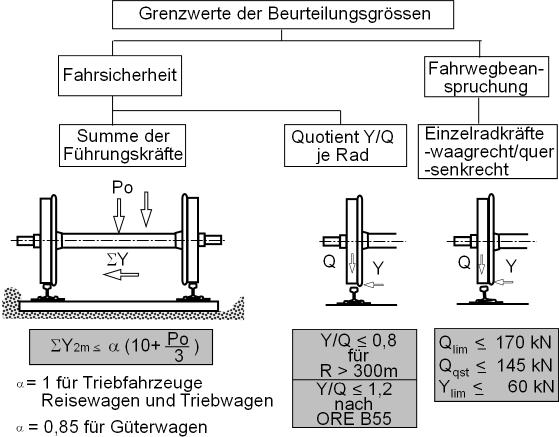
Grenzwerte Fahrsicherheit und Fahrwegbeanspruchung

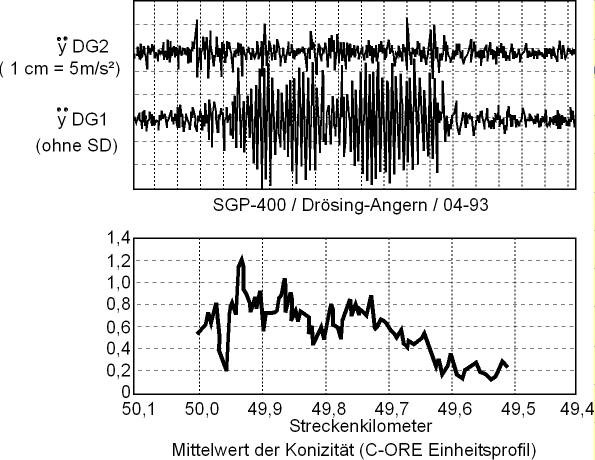
Instabil laufendes Drehgestell ohne Schlingerdämpfer SD

Die äquivalente Konizität ist eine wichtige Größe zur Beschreibung des Laufverhaltens eines Eisenbahnfahrzeuges. Stabilitätsuntersuchungen, nur auf Basis der linearisierten äquivalenten Konizität, sind für die Beurteilung der kritischen Geschwindigkeit eines Fahrzeuges (die Geschwindigkeit bis zu der das Fahrzeug noch stabil läuft) nicht ausreichend. Sie stellen eine untere Schranke dar. Für eine exakte Berechnung muss auch die nichtlineare Dynamik berücksichtigt und untersucht werden. Die Abbildung zeigt eine Übersicht über die Grenzwerte bezüglich der Fahrsicherheit von Eisenbahnfahrzeugen und jene für die Beanspruchung des Fahrweges durch das Rollende Material. Die Messkurven in der unteren Abbildung zeigen als Beispiel ein auf Grund der hohen Konizität und des fehlenden Schlingerdämpfers instabil laufendes Drehgestell DG1. Es weist, wegen des im unteren Bild gezeigten Anstiegs der äquivalenten Konizität, hohes Schlingern auf, wie die gemessenen Beschleunigungen zeigen.